# موتو ون

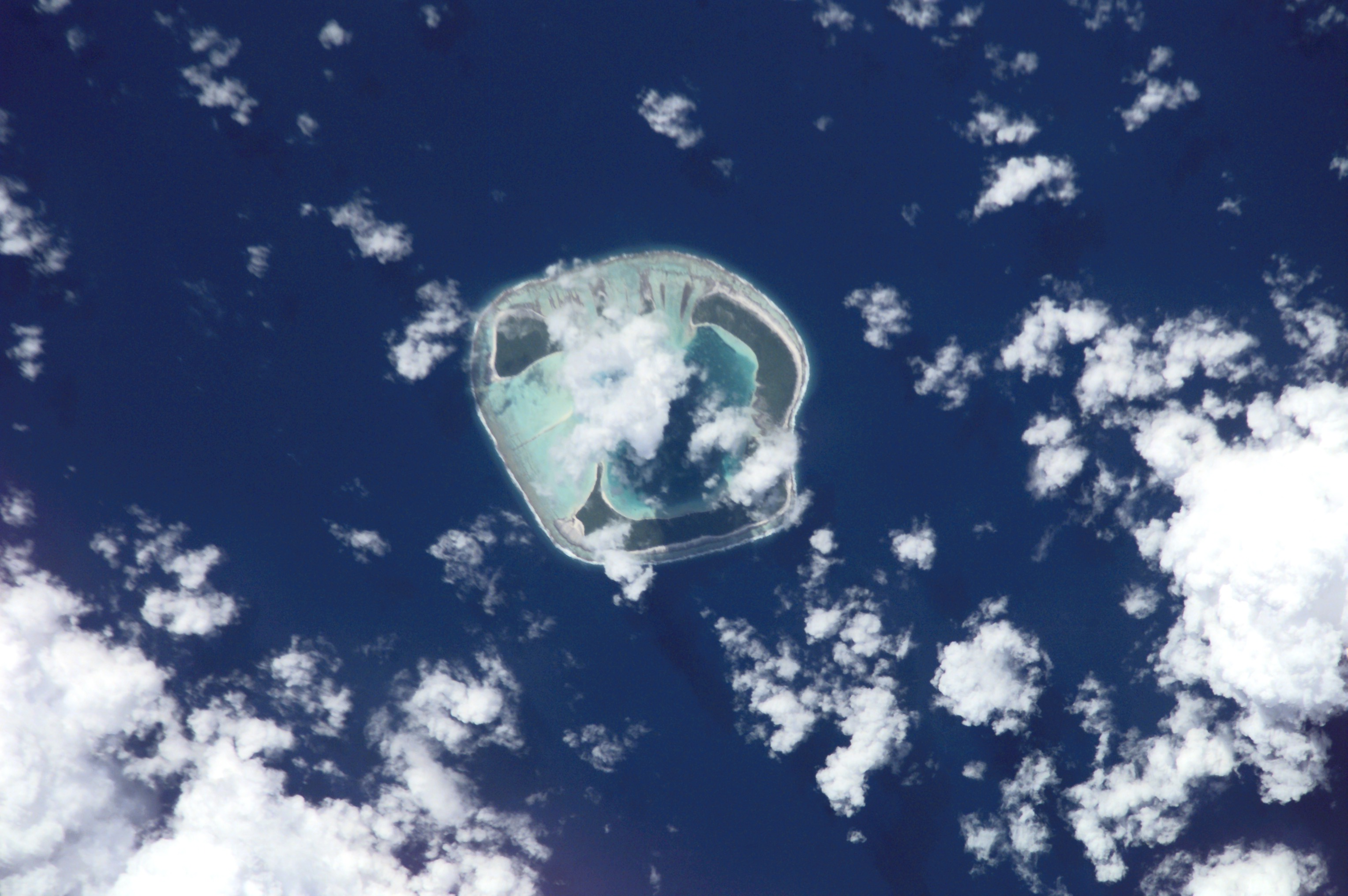
صورة لجزيرة موتو ون المرجانية من قبل ناسا.

موتو ون والمعروفة أيضاً باسم بيلنغهوسن (بالإنجليزية: Bellinghausen)‏ هي جزيرة مرجانية في مجموعة جزر ليوارد التابعة لجزر المجتمع في بولينيزيا الفرنسية. تقع موتو ون على بعد 550 كيلومتراً شمال غرب تاهيتي و 72 كيلومتراً شمال شرقي جزيرة مانوي والتي تعتبر أقرب جيرانها.
موتو ون هي جزيرة رملية تماماً مما لا يسمح بالإقامة البشرية فيها.

## التاريخ
تم إعطاء اسم بيلنغهوسن لهذه الجزيرة المرجانية الصغيرة من قبل من الملاح الألماني الذي خدم في بحر البلطيق الروسي أوتو فون كوتزيبو تكريماً لفابيان غوتليب فون بيلنغشوسن. ولا ينبغي الخلط بين هذه الجزيرة وبين جزيرة بيلنغشوسن التابعة لجورجيا الجنوبية وجزر ساندويتش الجنوبية في جنوب غرب المحيط الأطلسي.

## الإدارة
الجزيرة من الناحية الإدارية هي جزؤ من بلدية ماوبيتي التي تتبع في التقسيم الإداري جزر ليوارد.

## وصلات خارجية
- قائمة بالجزر المرجانية باللغة الفرنسية